# Iguerferouane
Iguerferouane est une commune rurale de la province d'Al Haouz, dans la région de Marrakech-Safi, au Maroc. Elle ne dispose pas de centre urbain mais a pour chef-lieu un village du même nom.
La commune rurale d'Iguerferouane est située dans le caïdat de Ghmate, lui-même situé au sein du cercle d'Aït Ourir. 

## Historique
La création de la commune d'Iguerferouane a lieu en 1992, dans le cadre d'un découpage territoriale qu'a connu le royaume.

## Démographie
Elle a connu, de 1994 à 2004 (années des derniers recensements), une hausse de population, passant de 11 485 à 12 454 habitants.

## Administration et politique
La commune d'Iguerferouane dispose d'un centre de santé communal dans la localité d'Aït Ouanga et d'un dispensaire rural dans le douar d'Assaka.